# Лохово (Смоленская область)
Лохово — Деревня в Угранском районе Смоленской области России. Входит в состав Желаньинского сельского поселения. 
Население — 2 жителя (2007 год). 
Расположена в юго-восточной части области в 9 км к северо-востоку от Угры, в 13 км южнее автодороги Р132 Вязьма — Калуга — Тула — Рязань, на берегу реки Угра. В 7 км западнее от деревни находится железнодорожная станция Дебрянский на линии Торжок-Брянск.

## История
В годы Великой Отечественной войны деревня была оккупирована гитлеровскими войсками в октябре 1941 года, освобождена в марте 1943 года.